# Muhammad Ibn 'Alawî Al Mâlikî Al Makkî
 (octobre 2017).
Si vous disposez d'ouvrages ou d'articles de référence ou si vous connaissez des sites web de qualité traitant du thème abordé ici, merci de compléter l'article en donnant les références utiles à sa vérifiabilité et en les liant à la section « Notes et références ».
Al Imâm Muhammad Ibn 'Alawî Al Mâlikî Al Makkî Al Hasanî (محمد ابن علوي المالكي المكي الحسني) était le mufti Malikite de la ville sainte de La Mecque jusqu'en 2004, date de sa mort. Il était également un théologien Ash'arite et un grand soufi. 

## Sa famille
Sa famille appartient aux Ahl Ul Bayt (membres de la famille du prophète de l'islam Mahomet) étant donné le fait qu'ils sont des descendants du Compagnon et petit-fils de Mahomet et : Al Hasan Ibn 'Alî, fils du cousin et gendre de celui-ci 'Alî Ibn Abî Tâlib ainsi que de sa fille et Fâtimat Uz Zahrah. Le père de l'imam Muhammad Al Mâlikî Al Makkî : 'Alawî Al Mâlikî Al Makkî était le mufti mâlikite de La Mecque jusqu'à sa mort.

## Sa Vie
Il naquit en 1943 à La Mecque au sein d'une famille connue pour sa science et sa forte spiritualité soufie. Il apprit le Coran et la langue arabe durant sa tendre enfance puis partit en Inde et au Pakistan afin d'y étudier la science du hadîth. Il partit ensuite étudier en Libye à l'Université Muhammad Ibn 'Alî As Sanûsî et au Caire en Égypte à l'Université Al Azhar. Il y obtint de nombreux diplômes avec succès et devint un savant érudit jusqu'à devenir le Mufti Mâlikite de La Mecque.
Il étudia auprès de nombreux érudits dont son père l'imam 'Alawî Al Mâlikî Al Makkî, mais aussi auprès de grands savants comme le savant du hadîth de La Mecque Al Hâfiz Muhammadu Yâ Sîn Al Fadânî, l'Imâm de Hadramawt Al Habîb 'Umar Ibn Ahmad Ibn Sumayt, le Mufti du Yemen Al Imâm Muhammad Zabarah Al Hasanî, le Mufti Mâlikite de Syrie Al Imâm Muhammad Ul Makkî Al Kattânî, l'Imâm de la Zaytûnah Al Imâm Muhammad Ut Tâhir Ibn 'Ashûr, le spécialiste du hadîth de son temps Al Hâfiz Muhammad Ul Hâfiz At Tijânî Al Misrî,et encore le Mufti de l'Inde Al Imâm Mustafa Raza Khan Qadri.
Al Imâm Muhammad Ibn 'Alawî Al Mâlikî Al Makkî écrivit plus d'une centaine de livres dans divers domaines de sciences comme l'exégèse coranique, la théologie, la jurisprudence, le hadîth, le soufisme, les fondements de la jurisprudence, la biographie du Prophète et bien d'autres encore.
Il mourut durant un vendredi du mois de Ramadan de l'année 2004 dans la ville sainte de La Mecque. Ses funérailles furent suivis par un nombre immense de gens et en signe de deuil, la radio locale de La Mecque diffusa exclusivement la récitation du Coran en boucle durant trois jours. Le Roi 'Abdu Llâh As Sa'ûd et certains ministres assistèrent également à ses funérailles. Il est enterré au cimetière Al Ma°lâh de La Mecque aux côtés de son père, non loin de Khadîjah Bint Khuwaylîd, la femme du Prophète.